# شهرستان موجو
شهرستان موجو (به لاتین: Muju County) یک منطقهٔ مسکونی در کره جنوبی است که در جئولابوک-دو واقع شده‌است. شهرستان موجو ۶۳۱٫۸ کیلومتر مربع مساحت و ۲۵٬۱۶۹ نفر جمعیت دارد.